# Moutabea excoriata
Moutabea excoriata är en jungfrulinsväxtart som beskrevs av Carl Friedrich Philipp von Martius och Friedrich Anton Wilhelm Miquel. Moutabea excoriata ingår i släktet Moutabea och familjen jungfrulinsväxter. Inga underarter finns listade i Catalogue of Life.